# Aslaug Vaa

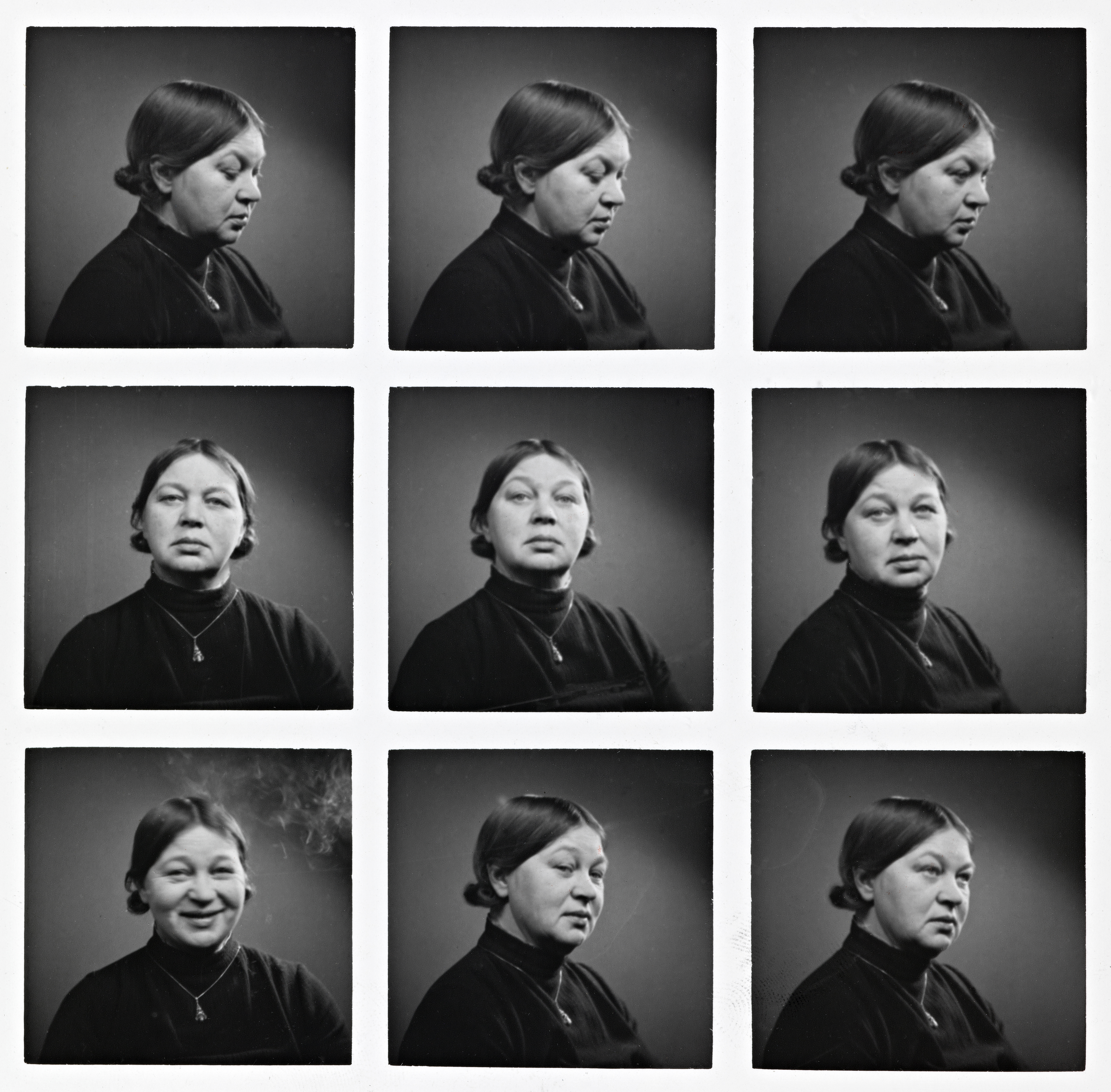
Porträtaufnahmen von Aslaug Vaa (unbekanntes Jahr)

Aslaug Vaa (* 25. August 1889 in Rauland, Telemark; † 28. November 1965 in Oslo) war eine norwegische Lyrikerin und Dramatikerin. Sie war die ältere Schwester des Bildhauers und Malers Dyre Vaa, verheiratet mit dem Psychologen und Philologen Ola Raknes sowie Mutter der Bildhauerin Anne Raknes und der Lyrikerin Magli Elster, ferner Großmutter des Sozialwissenschaftlers und Philosophen Jon Elster. Außerdem war sie eine Cousine zweiten Grades von Eivind Groven und Tarjei Vesaas.
Aslaug Vaa studierte französische Literatur und Kunstgeschichte an der Universität Paris sowie Theatergeschichte an der Universität in Berlin. Danach arbeitete sie eine Weile als Lehrerin und Journalistin. Sie debütierte 1934 mit 45 Jahren als Lyrikerin. Ihre erste Gedichtssammlung hieß Nord i leite.
Sie bekam ab 1955 ein lebenslanges Stipendium vom norwegischen Staat (Statens kunstnerlønn). Ihre Gedichte wurden oft in der Sendung „Wunschgedicht“ (Ønskediktet) des norwegischen Rundfunks (NRK) vorgetragen. Vaa erhielt 1963 als erste Autorin den „Wunschgedichtpreis“ (Ønskediktprisen). Ihre vier Schauspiele erreichten nicht den gleichen Bekanntheitsgrad wie ihre Gedichte.
Im Jahre 2001 führten Odd Nordstoga und Øyonn Groven Myhren auf dem Telemarksfestivalen das Bestellwerk Nivelkinn auf, das auf Aslaug Vaas Gedichtszyklus gleichen Namens aus Nord i leite beruht. Das Konzert wurde aufgenommen und als Tonträger herausgegeben, der 2003 den Spellemannprisen gewann.

## Bibliografie
- 1934 Nord i leite, Lyriksammlung
- 1935 Skuggen og strendan, Lyriksammlung
- 1936 Villarkonn, Lyriksammlung
- 1938 Steinguden, Schauspiel
- 1939 På vegakanten, Lyriksammlung
- 1947 Fotefár, Lyriksammlung
- 1947 Tjugendagen, Schauspiel
- 1954 Skjenkarsveinens visur, Lyriksammlung
- 1963 Bustader, Lyriksammlung
- 1964 Dikt i utval, Lyriksammlung
- 1965 Honningfuglen og leoparden, Schauspiel
- 1966 Munkeklokka, Schauspiel
- 1989 Dikt i samling
- 1999 Og ordet var…, hinterlassene Gedichte